# Pomboa quindio
Pomboa quindio là một loài nhện trong họ Pholcidae. Loài này được phát hiện ở Colombia.